# Gonystyleae
Gonystyleae, tribus biljaka iz porodice  Vrebinovki. Pripada mu 50-tak vrsta (52) unutar 7 rodova; tipični rod je gonistilus  (Gonystylus)

## Rodovi
1. Deltaria Steenis (1 sp.)
2. Lethedon Spreng. (16 spp.)
3. Solmsia Baill. (2 spp.)
4. Arnhemia Airy Shaw (1 sp.)
5. Gonystylus Teijsm. & Binn. (32 spp.)
6. Amyxa Tiegh. (1 sp.)
7. Aetoxylon (Airy Shaw) Airy Shaw (1 sp.)